# Miss Europe 1932

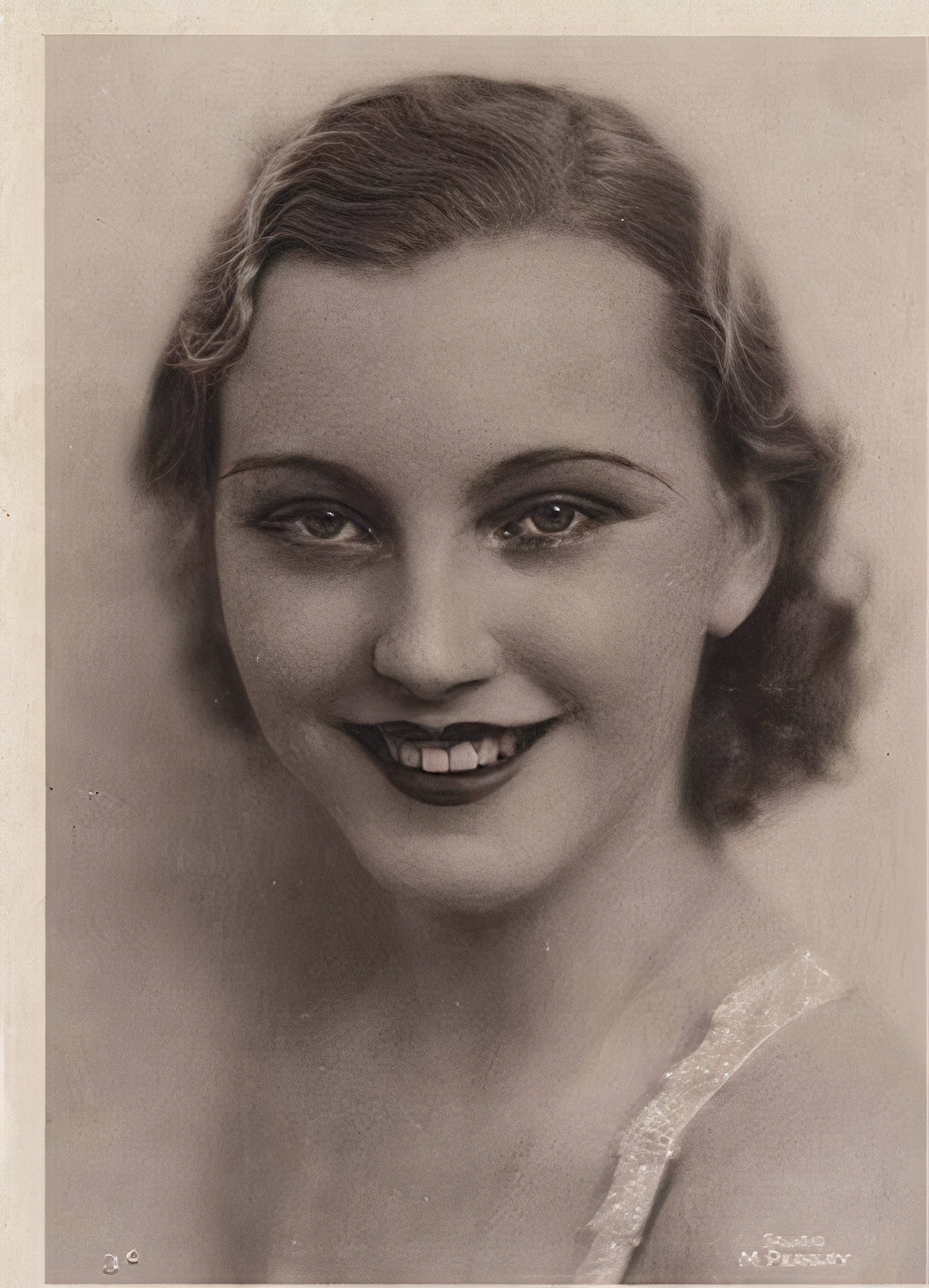
Aase Clausen, Miss Dänemark und Miss Europe 1932

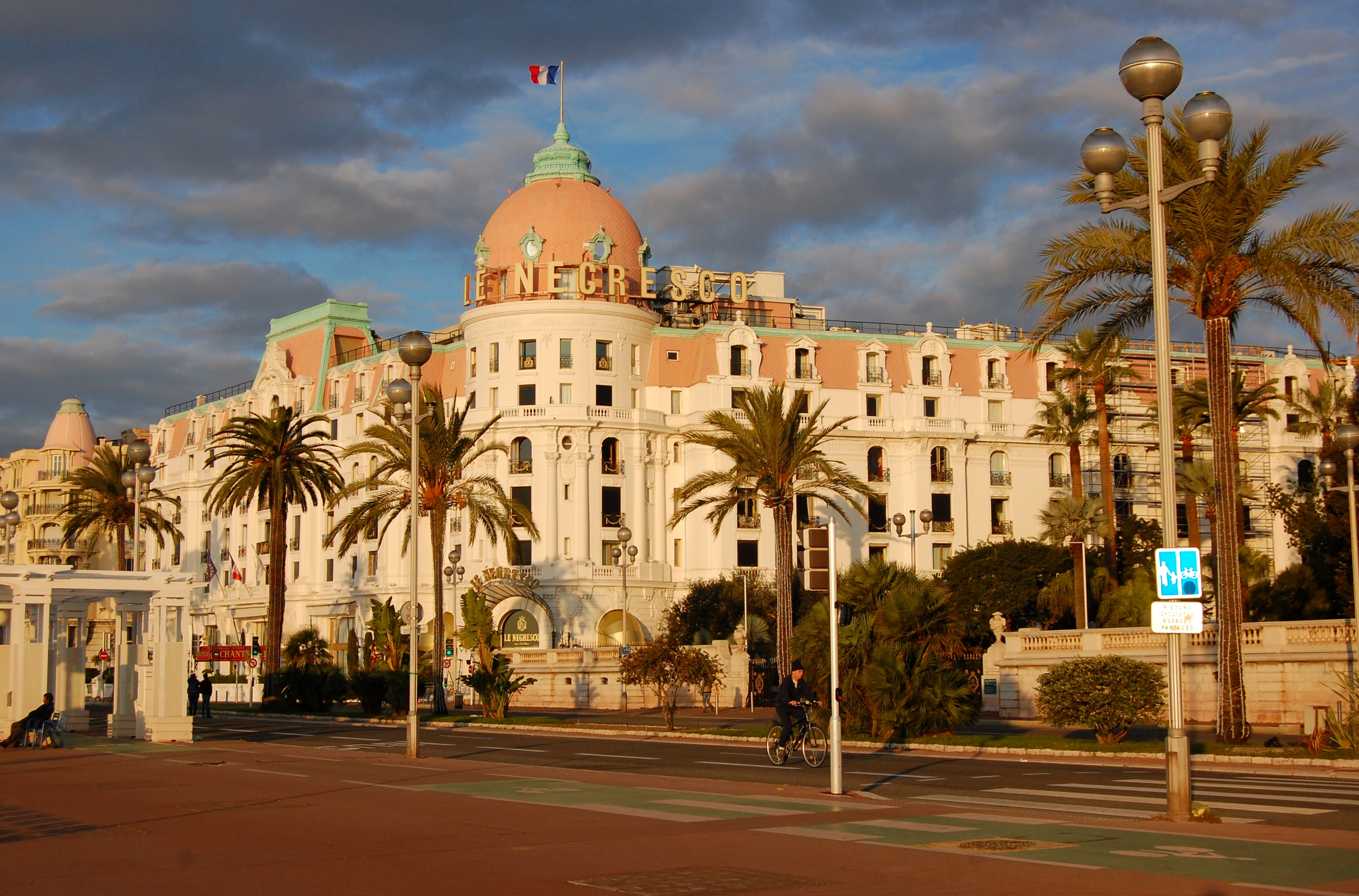
Das Hotel Negresco in Nizza, Ort der Veranstaltung

Der Wettbewerb um die Miss Europe 1932 war der vierte, den das Comité pour l’election de Miss Europe durchführte. Dies war im Jahre 1928 durch den französischen Journalisten Maurice de Waleffe (1874–1946) ins Leben gerufen worden und organisierte den Wettbewerb kontinuierlich bis 1938. Waleffe hatte zuvor schon den Wettbewerb um die Miss France begründet.
Die Kandidatinnen waren in ihren Herkunfts- bzw. Aufenthaltsländern unter Beteiligung großer Zeitungen oder illustrierter Zeitschriften ausgewählt worden:
Belgien: Patria, Dänemark: B.T., Deutschland: Das Magazin, England: Miss Modern, Frankreich: Comœdia, Griechenland: Union der Griechischen Tageszeitungen, Italien: ein Komitee italienischer Maler und Bildhauer, Jugoslawien: Vrémé (Време), Polen: Kine, Rumänien: Universul, (Exil-)Russland: La Russie illustrée (Иллюстрированная Россия), Spanien: Ahora, Ungarn: Színházi élet. Kandidatinnen für Argentinien und Peru waren in diesen Ländern geboren, aber aus der hispano-amerikanischen Kolonie in Europa unter Schirmherrschaft der spanischen Zeitung Ahora gewählt worden. Über die Teilnehmerin aus der Tschechoslowakei wurden keine Angaben gemacht. Außerdem wurde eine namen- und bildlose Miss Macédoine angekündigt, die in Saloniki hätte gewählt werden sollen, von der Union der Griechischen Tageszeitungen (wie die Miss Griechenland).
Die Veranstaltung fand am 12. Februar 1932 im Nizzaer Luxushotel Negresco statt. Die 16 Bewerberinnen trafen sich zuvor in Paris, wo sie auf einem Ball in der Oper der Presse vorgestellt wurden. Dann reisten sie gemeinsam an. Platzierungen der Teilnehmerinnen sind bis auf die Siegerin nicht bekannt geworden.
| Land                                                                         | Schreibweise bei Pageantopolis    | Weitere, zeitgenössische, Schreibweisen | Schreibweise in der Heimatsprache         |
| ---------------------------------------------------------------------------- | --------------------------------- | --------------------------------------- | ----------------------------------------- |
| 1. Dänemark                                                                  | Aase Clausen                      |                                         | Aase Clausen                              |
| Argentinien                                                                  | Isabel Franck                     | Isabel Frank                            |                                           |
| Belgien                                                                      | Suzanne Dandin                    |                                         | Suzanne Daudin                            |
| Deutsches Reich                                                              | Ruth Behnen                       |                                         | Ruth Behnen                               |
| England                                                                      | Gwen Stallard                     |                                         | Gwen Stallard                             |
| Frankreich                                                                   | Émilienne „Lyne“ Caisson de Souza | Lyne de Souza                           | Lyne de Souza, Émilienne Quesson de Souza |
| Griechenland                                                                 | —                                 | Euterpe Lampsa                          | Ευτέρπη Λάμψα, Ευτέρπη Λάμπου             |
| Königreich Italien                                                           | Rosetta Montali                   |                                         |                                           |
| Jugoslawien                                                                  | Olga Djouritch                    |                                         | Olga Đurić, Олга Ђурић                    |
| Peru                                                                         | Ludmilla Riberio                  | Luzmila Ribeyro                         |                                           |
| Polen                                                                        | Zofia Dobrowolska                 | Sophie Dobrowolska                      | Zofia Dobrowolska                         |
| Rumänien                                                                     | Lilian Delescu                    | Liana Delescu                           | Lilian Delescu                            |
| Russland A                                                                   | Nina Pohl                         | Nina de Pohl                            | Нина Поль                                 |
| Spanien                                                                      | Teresita Daniel                   | Teresa Daniel                           | Teresita Daniel                           |
| Tschechoslowakei                                                             | —                                 | Julia Janowetz                          | … Janovec                                 |
| Türkei                                                                       | Keriman Halis Hanem               | —                                       | Keriman Halis Hanım, Keriman Halis Ece    |
| Ungarn                                                                       | Ica Lampel                        | Ica Lampl                               | Lampel Ica                                |
| angekündigt, aber nicht angetreten (möglicherweise gar nicht gewählt worden) |                                   |                                         |                                           |
| Mazedonien                                                                   | —                                 | ?                                       |                                           |